# Torpille Mark 34
La torpille Mark 34 (initialement Mine Mark 44, techniquement Mark 34 mod 1) était une torpille américaine qui est entrée en service en 1948. Il s’agissait d’une version améliorée de la torpille à tête chercheuse acoustique passive Mark 24 FIDO développée pendant la Seconde Guerre mondiale et lancée à partir d’avions à voilure fixe. Les principales différences par rapport à la Mark 24 étaient l’utilisation de deux batteries de propulsion, qui pouvaient être utilisées en parallèle pendant que la torpille cherchait une cible afin de lui fournir une plus grande endurance, ou et en série pour fournir une plus grande vitesse en mode attaque.
Environ 4050 exemplaires ont été produits entre 1948 et 1954 avant l’arrêt de la production. La torpille a été remplacée en service aux États-Unis par la torpille Mark 43 vers 1958.

## Spécifications
- Vitesse :
  - 11 nœuds (20 km/h) en mode recherche
  - 17 nœuds (31 km/h) en mode attaque

- Autonomie et endurance :
  - 30 minutes ou 12 000 yards (11 000 m) à 11 nœuds (20 km/h)
  - 6 à 8 minutes ou 3 600 yards (3 300 m) à 17 nœuds (31 km/h)